# مارسيل وندلين
مارسيل وندلين (بالألمانية: Marcel Wendelin)‏ هو منافس ألعاب قوى ألماني، ولد في 14 يونيو 1939 في Seebergen ‏ في ألمانيا.
شارك وندلين في سباق 200 متر عدو للرجال ب الألعاب الأولمبية الصيفية 1960.

## وصلات خارجية
- مارسيل وندلين على موقع أوليمبيديا (الإنجليزية)